# Смолярня (Брестская область)
Смоля́рня (бел. Смалярня) — деревня в Кобринском районе Брестской области Белоруссии. Входит в состав Остромичского сельсовета.
По данным на 1 января 2016 года население составило 14 человек в 10 домохозяйствах.

## География
Деревня расположена в 30 км к юго-востоку от города Кобрин и в 74 км к востоку от Бреста, у автодороги М1 Брест-Минск.
На 2012 год площадь населённого пункта составила 0,17 км² (17 га).

## История
Населённый пункт известен с 1921 года. В разное время население составляло:
- 1999 год: 18 хозяйств, 34 человека;
- 2009 год: 25 человек;
- 2016 год[2]: 10 хозяйств, 14 человек;
- 2019 год[1]: 11 человек.